# Aeroportul Kowanyama
Aeroportul Kowanyama (IATA: KWM, ICAO: YKOW) este un aeroport din Queensland, Australia. Aeroportul a fost tranzitat în 2022 de 11.602 pasageri.
Situat la o altitudine de 11 m, aeroportul dispune de o singură pistă. Este operat de Aboriginal Shire of Kowanyama⁠(d).